# Bazoș

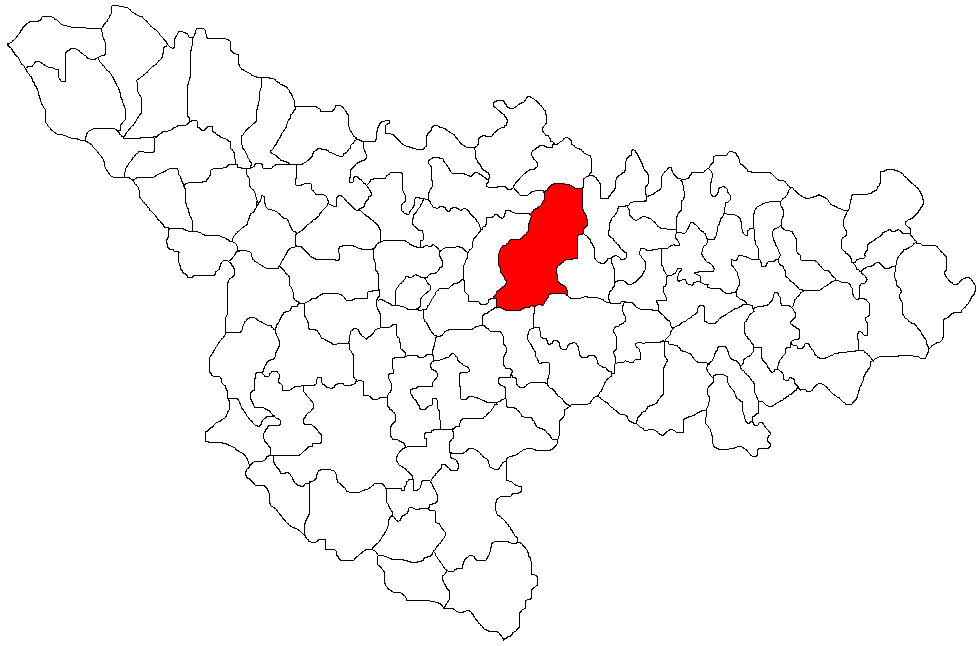
Lage der Kleinstadt Recaș im Kreis Timiș

Bazoș (auch Bazoșul Vechi; deutsch Basosch, ungarisch Bázos) ist ein Dorf im Kreis Timiș, Banat, Rumänien. Das Dorf Bazoș gehört zu der Kleinstadt Recaș.

## Geografische Lage
Bazoș liegt in 7 Kilometer Entfernung von Recaș; 1 Kilometer südlich der Ortschaft fließt die Temesch.

## Nachbarorte
| Bazoșu Nou    | Recaș                                       | Topolovățu Mare |
| Moșnița Veche | Kompassrose, die auf Nachbargemeinden zeigt | Hitiaș          |
| Albina        | Chevereșu Mare                              | Bacova          |

## Geschichte
Nach dem Frieden von Passarowitz (1718), als das Banat eine Habsburger Krondomäne wurde, war Basosch Teil des Temescher Banats. Eine Ortschaft namens Bazos wurde erstmals auf der Mercy-Karte erwähnt. Auf der Karte von 1761 ist der Ort als Prädium (Weideland) eingetragen. 1783 erscheint die Bezeichnung Bassosch in den Urkunden.
1867 gelangt Basosch in den Besitz des Grafen Ambrozy. Im 19. Jahrhundert wurden 30 ungarische Familien hier angesiedelt.
Am 4. Juni 1920 wurde das Banat infolge des Vertrags von Trianon dreigeteilt. Der größte, östliche Teil, zu dem auch Bazoș gehört, fiel an das Königreich Rumänien.

## Dendrologischer Park
Zwischen 1909 und 1914 legte Graf Ludwig Ambrózy den dendrologischen Park an. Zu dem Zweck brachte er Bäume und Sträucher aus Nordamerika, die meisten von der Baumschule der Harvard University.
Der dendrologische Park in Bazoș befindet sich etwa 20 Kilometer von Timișoara entfernt. Er ist wegen seiner Artenvielfalt an Bäumen und Sträuchern landesweit bekannt. Über 120 exotische Pflanzen und Bäume wurden hier gepflanzt, was aus dem Park einen der reichsten an nordamerikanischen Spezies auf dem heutigen Gebiet Rumäniens macht.
Der Park beherbergt mehr als 800 Baum- und Straucharten. Für seine Artenvielfalt wurde er 1984 zum Naturdenkmal ausgewiesen. Seit 1994 steht der Park unter Naturschutz zum Erhalt der Biodiversität.

## Demografie
| 1880 | 1643 | 1483 | 113 | 29 | 18  |
| 1910 | 2160 | 1644 | 414 | 83 | 19  |
| 1930 | 1587 | 1287 | 175 | 14 | 111 |
| 1977 | 1415 | 1121 | 139 | 8  | 147 |
| 2002 | 943  | 829  | 62  | 1  | 51  |